# 699
Năm 699 là một năm trong lịch Julius.